# Forme à monter

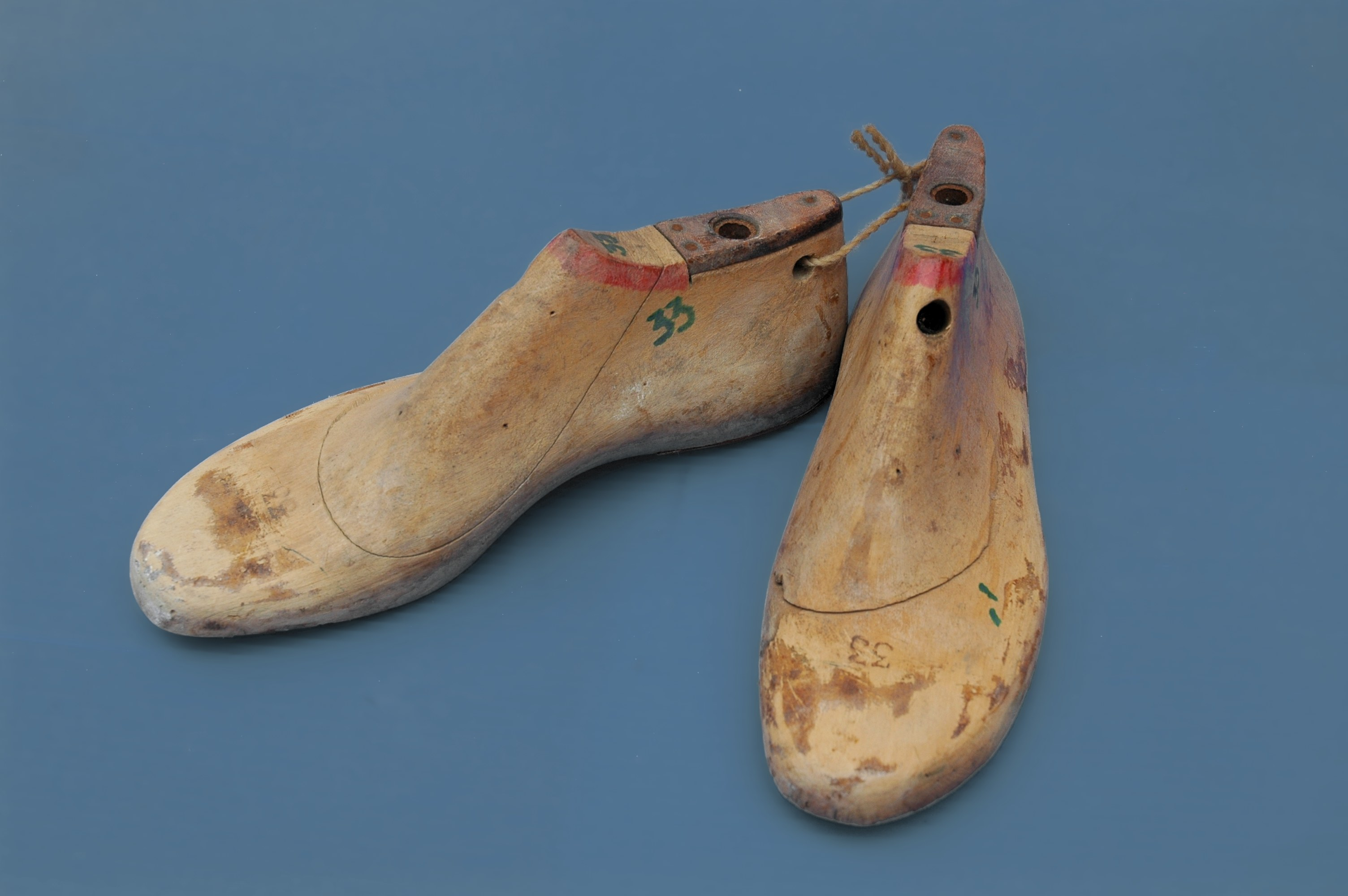
Une paire de forme à monter en bois.

Une forme à monter est une pièce de la forme d'un pied humain. Elle est utilisée par les cordonniers dans la confection et la réparation des chaussures.
Elles peuvent être en bois, en métal ou en plastique.